# Процес-зомбі
В Unix-подібних системах процес-зомбі (часто позначається, як defunct) — це процес, що завершив виконання, але все ще має запис в таблиці процесів. Цей запис потрібен, щоб батьківський процес міг прочитати код завершення. Термін процес-зомбі походить із загального визначення людини-зомбі. За цією метафорою процес-нащадок помер, але ще не був забраний смертю. На відміну від нормальних процесів, команда kill ніяк не впливає на процес-зомбі.
Коли процес завершується, вся пам’ять і пов’язані з ним ресурси звільняються для інших процесів, проте, запис процесу залишається в таблиці процесів. Батьківський процес може прочитати код завершення нащадку  за допомогою системного виклику wait, після чого процес-зомбі буде прибрано зі списку процесів.  Виклик wait може бути зроблено послідовно, але зазвичай його виконують в обробнику подій для сигналу SIGCHLD, який отримує батьківський процес, коли нащадок завершується.

## Приклади
Послідовне очікування процесу-нащадка в визначеному порядку може лишити зомбі довше ніж згаданий „короткий проміжок часу“. Це не обов’язково вада в програмі, а просто концепт програмування, що не часто зустрічається.
С
```
#include
 
<sys/wait.h>

#include
 
<stdlib.h>

#include
 
<unistd.h>

int
 
main
(
void
)

{

        
pid_t
 
pids
[
5
];

        
int
 
i
;

        
for
 
(
i
 
=
 
4
;
 
i
 
>=
 
0
;
 
--
i
)
 
{

                
pids
[
i
]
 
=
 
fork
();

                
if
 
(
pids
[
i
]
 
==
 
0
)
 
{

                        
sleep
(
i
+
1
);

                        
_exit
(
0
);

                
}

        
}

        
for
 
(
i
 
=
 
4
;
 
i
 
>=
 
0
;
 
--
i
)

                
waitpid
(
pids
[
i
],
 
NULL
,
 
0
);

}

```

shell
```
#!/bin/sh

(
echo
 
bu
 
VINRARUS
 
&

sleep
 
666
)
&

echo
 
Zombie
 
is
 
created
 
only
 
to
 
666
 
sec!

```